# ماوريتسيو موريتي
ماوريتسيو موريتي (بالإيطالية: Maurizio Moretti)‏ (3 مارس 1945 إيطاليا - 30 مارس 2021) هو لاعب كرة قدم إيطالي، يلعب كمدافع.

## مسيرته

### مسيرته مع الأندية
- 1962 - 1968 لعب مع نادي سبال 48 مباراة.
- 1968 - 1969 لعب مع نادي أسكولي 19 مباراة سجل خلالها هدف.
- 1969 - 1971 لعب مع نادي سبال 37 مباراة.